# Hostînțeve, Mostîska
Hostînțeve (în ucraineană Гостинцеве) este localitatea de reședință a comunei Hostînțeve din raionul Mostîska, regiunea Liov, Ucraina.

## Demografie
Componența lingvistică a localității Hostînțeve
     Ucraineană (99,48%)
     Alte limbi (0,52%)
Conform recensământului din 2001, majoritatea populației localității Hostînțeve era vorbitoare de ucraineană (99,48%), existând în minoritate și vorbitori de alte limbi.